# Base aérea El Pato
La Base Aérea El Pato (OACI: SPTP) es una base aérea militar de la ciudad de Talara, en el departamento de Piura, administrada por la Fuerza Aérea del Perú.

## Historia
Fue construida por la International Petroleum Company, una importante compañía petrolera de Estados Unidos, como un aeródromo privado de servicio local e internacional que funcionó entre los años 40 y 60 del siglo XX.
En 1968, al advenimiento del golpe militar que derrocó al presidente Fernando Belaúnde, perpetrado por Juan Velasco Alvarado, se expulsó de Talara a la empresa estadounidense y los yacimientos petrolíferos pasaron a manos del Estado Peruano.
La Comisión Nacional de Investigación y Desarrollo Aeroespacial (CONIDA, entidad adscrita al Ministerio de Defensa) firmó el 14 de noviembre de 2024 un Memorando de Entendimiento (MoU) con la Administración Nacional de Aeronáutica y del Espacio de Estados Unidos (NASA), con el objeto de construir un puerto espacial en la Base Aérea del Pato, en Talara (Piura). 
Uno de los aspectos más interesantes es que el proyecto se desarrollará bajo la modalidad de asociación público privada (APP) y bajo los criterios y estándares de la Federal Aviation Administration de los Estados Unidos. 
El documento fue suscrito por el jefe institucional de CONIDA, general FAP Roberto Melgar Sheen, y el administrador de la NASA, Bill Nelson, entre otras autoridades.